# マブラヴ
『マブラヴ』（Muv-Luv）は、âgeが製作した青春恋愛アドベンチャーゲーム、およびこれを原作とするメディアミックス作品群の総称。
本作のファンディスク『マブラヴ サプリメント』についても本記事であわせて述べる。
アージュの第4作目にあたる本作は、当初は2001年秋発売と発表されたが、諸般の事情から2002年4月、同年7月と発売日の延期が相次ぎ最終的に2003年2月28日に発売となった。
なお、本作CD版はアージュがメディア倫理協会（メディ倫、のちのコンテンツ・ソフト協同組合）に加盟後初の作品であり、メディ倫におけるアダルトゲーム審査第1号作品でもある。
2011年10月27日には、Xbox 360にて続編『マブラヴ オルタネイティヴ』ともども家庭用機移植版が発売された。発売元はMAGES.の5pb.Gamesレーベル。PC版の発売から移植まで年数が開いたため、冒頭の断り書きで作品の内容が2001年を想定していることが述べられる。2012年10月25日にはPlayStation 3の移植版が発売。PS3版のみ通常版と限定版が2種類存在する。そして、PS Vitaから2016年1月21日に発売し、7月15日にはPC向けにSteam版が発売された。
2024年4月11日には、Nintendo Switch向けに全年齢版をベースにした『マブラヴ REMASTERED』と『マブラヴ オルタネイティヴ REMASTERED』のダウンロード版が発売された。発売元はaNCHORが担当し、移植開発はfuzzが担当する。
2025年2月7日にはaNTIQブランドでFANZAにて18禁版マブラヴが発売された。

## 内容

### 構成
本作はEXTRA編とUNLIMITED編の2つの物語で構成されており、前者では主人公・白銀武とその周囲の人々の甘い学園生活が描かれている一方、後者は主人公・白銀武がいきなり地球外生命体・BETAの戦いが繰り広げられている世界に放り出される内容となっている。
最初から両方をプレイすることは出来ず、EXTRA編で特定条件を満たすことにより、UNLIMITED編をプレイすることが出来るようになる。発売日以前はEXTRA編の内容のみが告知され、UNLIMITED編の存在は伏せられていた。更にUNLIMITED編は続編『マブラヴ オルタネイティヴ』へ多くの謎が持ち越される結末となっている。
『オルタネイティヴ』を含めたこのストーリー構成について、原作者のまふまふ仔犬ちゃんこと吉宗鋼紀は、ファミリーコンピュータ用ソフト『ドラゴンクエスト』から『ドラゴンクエストIII そして伝説へ…』までの感動の再現であると4Gamer.netとのインタビューの中で説明している。
なお、âgeの前作『君が望む永遠』とストーリー的には直接的な関係はないが、共通する舞台として白陵大付属柊学園や欅町、柊町、総合病院が登場し、更には前作ヒロインの一人である涼宮茜の登場、他のキャラクター達の存在を匂わせる演出が多数存在することから間接的な続編と位置付けられている。また、本作は『君が望む永遠』と同じ時期にプロジェクトが旗揚げされ、同じコンセプトのもとに製作されている。ゲーム内の時期設定では、前作のエンディング時期から数週間後の設定になっており、この間を繋ぐ作品として『アカネマニアックス』が位置付けられている。

### あらすじ

#### EXTRA編
白陵大付属柊学園3年生の白銀武は、幼馴染の鑑純夏や親友の鎧衣尊人たちとふざけ合いながらも普通の生活を送っていた。そんなある日の朝、目が覚めた武の隣には少女が寝ていた。そしてその少女「御剣冥夜」はそのまま住み着いてしまう。

#### UNLIMITED編
武は冥夜や純夏、クラスメイト達と共に、仲良く、普通ではないが平凡な生活を送っていた。ある朝目が覚めると、時刻は8時を過ぎていた。遅刻だと思った武は慌てて外へ飛び出すが、目の前には朽ち果てた町並みが広がっていた。そして純夏の家を押し潰すように倒れている人型ロボット。武は夢だと思い込み、「白陵大付属柊学園」へ向かうが、そこは「国連軍横浜基地」になっていた。ますます夢だと思った武だったが、不審者として捕まった後、ようやく夢でないと感じ始めた。
香月夕呼によって留置場から出ることができた武は、この世界が地球外起源種・BETAと戦争中であることを夕呼から聞く。そして、武はこの世界に「存在していない」ことを聞かされるが、武はその事実を受け入れる事は出来なかった。それでも、彼は生き延びるためには夕呼の言葉を受け入れ、やむを得ず訓練兵としての生活を始めることにした。そこには冥夜をはじめ「元の世界」にいた仲間たちがいた。当然、冥夜達は武のことを知らず、武は戦時下の軍国主義社会の価値観や覚悟の違いに当惑しながらも、いつか「元の世界」に戻れることを信じて、冥夜達と日々訓練に励む。

## 各バージョンによる違い

### 18禁版と全年齢対象版との違い
全年齢対象版が2006年9月22日に発売。俗に「全年齢版マブラヴ」と呼ばれているが、正式タイトルは18禁版同様『マブラヴ』である。âgeでは「限定解除版」と呼んでいる。
主な変更点は以下の通り。
- 新規アバンムービーの追加
- 「UNLIMITED」編OPムービーの変更
- 栗林みな実らによるボーカル曲の追加
- 性的表現を用いたシーン、ならびにそれに付随するシナリオ・テキストの一部改変
- 「EXTRA」編エンディング数の変更
- rUGP5.7によるワイド画面対応
- 「UNLIMITED」編における「マブラヴ オルタネイティヴ」との世界設定の差異を修正
- 新規CGの追加
- 声優の入れ替え

### PC版とXbox 360とPS3との違い
主な変更点は以下の通り。
- CGのHD化
- サウンドの再調整
- 栗林みな実による新規ボーカル曲の追加

## スタッフ
- 原案：まふまふ仔犬ちゃん
- 原画・キャラクターデザイン：Bou
- シナリオ：反重力生命マー、鬼畜人タムー、まふまふ仔犬ちゃん、ささやきのシャー
- 音楽：伊藤善之
- プログラム：スピンドリル
- 音楽制作：株式会社ランティス
- メカニックデザイン：まふまふ仔犬ちゃん、仁Niθ（ニトロプラス）、吉成鋼、星野秀輝
- オープニングアニメ作成：有限会社スタック、有限会社シルバー
- 製作総指揮：ヨシダという生き物

## 主題歌
18禁版
- EXTRA編/UNLIMITED編 オープニングテーマ『マブラヴ』
  - 歌：栗林みな実 / 作詞：江幡育子 / 作曲：SAGE KOIZUMI / 編曲：磯江俊道

- EXTRA編 エンディングテーマ『I will』
  - 歌：栗林みな実 / 作詞：栗林みな実 / 作曲・編曲：飯塚昌明

- UNLIMITED編 エンディングテーマ『遙かなる地球（ふるさと）の歌』
  - 歌：栗林みな実 / 作詞：江幡育子 / 作曲・編曲：飯塚昌明

全年齢版
- アバンオープニングテーマ『divergence』
  - 歌：栗林みな実 / 作詞・作曲：栗林みな実 / 編曲：飯塚昌明

- EXTRA編 榊千鶴エンディングテーマ『傷は化石にならないけれど』
  - 歌：美郷あき / 作詞：畑亜貴 / 作曲・編曲：加藤大祐

- EXTRA編 彩峰慧エンディングテーマ『Astraea』
  - 歌：橋本みゆき / 作詞・作曲：橋本みゆき / 編曲：鈴木マサキ

- EXTRA編 珠瀬壬姫エンディングテーマ『リトル・モア』
  - 歌：CooRie / 作詞・作曲：rino / 編曲：chokix

- UNLIMITED編 オープニングテーマ『紫音 -sion-』
  - 歌：奥井雅美 / 作詞・作曲：奥井雅美 / 編曲：IPPEI

Xbox 360版
- アバンオープニングテーマ『first pain』
  - 歌：栗林みな実 / 作詞・作曲：栗林みな実

PS3版
- アバンオープニングテーマ『LOVE STEP』
  - 歌：栗林みな実 / 作詞・作曲：栗林みな実

## マブラヴ サプリメント
『マブラヴ サプリメント』は2004年12月に発売されたファンディスク。『マブラヴ』「EXTRA」編純夏エンドのアフターエピソードや、トレーディングカードゲーム『ランブリングエンジェル』のPCゲーム版、『君のぞらじお』出張版などが収録されている。

### 桜の花が咲くまえに 〜Muv-Luv After Episode〜
『マブラヴ』「EXTRA」編純夏エンドのその後を描いたショートストーリー。選択肢は無く、エンディングも1つしか存在しない。
主題歌
- エンディングテーマ『桜の花が咲くまえに』
  - 歌：栗林みな実 / 作詞・作曲：栗林みな実 / 編曲：飯塚昌明

### マブラヴ デュエリスト
トレーディングカードゲーム『ランブリングエンジェル』をPCゲーム化したもの。ストーリーモードとフリー対戦モードがあり、ストーリーモードをクリアすると、フリー対戦が行えるようになる。ストーリーモードは、主人公・白銀武が朝起きると、並列世界に飛ばされたという所から始まっており、『マブラヴ』「UNLIMITED」編を思わせるようなオープニングになっていた。
主題歌
- オープニングテーマ『Angel Seed』
  - 歌：MIQ / 作詞：畑亜貴 / 作曲・編曲：東隆行

- エンディングテーマ『Fight〜ランブリングエンジェルのテーマ〜』
  - 歌：栗林みな実、いとうかなこ、yozuca*、rino、マヨちゃん、ジョイまっくす
  - 作詞：栗林みな実 / 作曲・編曲：村上正芳

### 君のぞらじお出張版2
『君が望む永遠 〜special FanDisk〜』に収録された『君のぞらじお』の出張版第2弾。
名物企画・『ジョイ先生のメイプル授業』、『すかいてんぷるメイプル支店へご案内』とフリートークが収録されている。ゲストは鑑純夏役の藤原理加。詳しくは『君のぞらじお』を参照。

### Muv-Luv 〜Another Episode Collection〜
『âge Official Website』の『マブラヴ』キャラクター紹介ページに掲載されている各キャラクターのアナザーエピソードをフルボイスでAVG化したもの。

## 関連商品

### CD
- 『マブラヴ』 (LACM-4048、2002年4月3日)
  - 『マブラヴ』主題歌CD
- 『マブラヴ オリジナル サウンドトラック』 (LACA-5103、2003年5月1日)
  - 『マブラヴ』サウンドトラックCD
- 『マブラヴ BASXI ver.』 (HBC-001、2002年7月26日)
  - 主題歌『マブラヴ』のBASXIヴァージョン
- 『“MUV-LUV” collection of Standard Edition Songs 「divergence」』 (LACA-5579、2006年10月25日)
  - 全年齢版『マブラヴ』のボーカル集
- 『「マブラヴ」シリーズ・ボーカル集』 (LACA-9266～LACA-9267、2013年2月6日)
  - Xbox 360版やPS3版に使用された楽曲を、CD化していなかった音源も含め、新たにコンパイルした最新ボーカル集

### 小説
- ノベライズ：全7巻 著：北側寒囲/原作：âge/挿絵：Bou （集英社・スーパーダッシュ文庫）

1. マブラヴ 1 EXTRA 運命 （ISBN 408630323X）
2. マブラヴ 2 EXTRA 友情 （ISBN 4086303442）
3. マブラヴ 3 UNLIMITED 戦争 （ISBN 408630371X）
4. マブラヴ 4 UNLIMITED 敗北 （ISBN 4086303906）
5. マブラヴ 5 ALTERNATIVE 再起 （ISBN 978-4-08-630414-6）
6. マブラヴ 6 ALTERNATIVE 流転 （ISBN 978-4-08-630458-0）
7. マブラヴ 7 ALTERNATIVE 決戦 （ISBN 978-4-08-630488-7）

- なお、5巻以降は『マブラヴ オルタネイティヴ』のノベライズである

### コミックス
- マブラヴ EXTRA編：全3巻 著：高雄右京/原作：âge （メディアワークス）

1. マブラヴ 1巻 （ISBN 4840223343）
2. マブラヴ 2巻 （ISBN 4840226490）
3. マブラヴ 3巻 （ISBN 4840229244）

- マブラヴ UNLIMITED編：全4巻 著：緋呂河とも/原作：âge （メディアワークス）

1. マブラヴ アンリミテッド 1巻 （ISBN 4840230536）
2. マブラヴ アンリミテッド 2巻 （ISBN 4840233691）
3. マブラヴ アンリミテッド 3巻 （ISBN 4840237905）
4. マブラヴ アンリミテッド 4巻 （ISBN 4840238324）

### テーブルゲーム
- トレーディングカードゲーム『ランブリングエンジェル』

### ソーシャルゲーム
- マブラヴ ガールズガーデン

### 他作品への登場
- 痛車でいこう!! - 本項目に関連した痛車が登場している。